# 啟程
《啟程》是收錄全國高中校畢業生音樂的專輯，由高中生創作畢業歌第五張音樂的專輯，於2016年8月19日由擎天娛樂發行。
其中由高雄市私立道明中學學生製作的〈夢想藍圖〉走紅。
而入選的32間學校，聯合創作發表了「2016全國高中生大合唱《啟程》」。

## 參與高中及收錄曲目
1. 道明中學—夢想藍圖
2. 台中二中—青春文長不限
3. 新店高中—黏黏果醬的約定
4. 北一女中—花開的時候
5. 新竹女中—青春故事
6. 前鎮高中—昂
7. 建國中學—With You
8. 復旦中學—留聲
9. 高雄中學—痕跡
10. 竹東高中—唱完以後
11. 竹北高中—溪畔
12. 國立陽明高中—飛揚白絮
13. 中壢高中—我們的故事和歌
14. 樹林高中—Seventeen
15. 精誠中學—下一次相遇
16. 內壢高中—紙飛機
17. 建功高中—想起青春的我們
18. 葳格高中—青春無懼
19. 大園國際高中—Routine如停
20. 台南二中—記得
21. 和平高中—那年夏天
22. 及人高中—1095
23. 桃園高中—路 Road
24. 市立大同高中—Dream Again
25. 新竹高工—離別前言
26. 麗山高中—初星
27. 嘉義高中—影子
28. 景美女中—回首
29. 家齊女中—夢想藍途
30. 南寧高中—再一次、相見
31. 興國高中—以時光之名
32. 內湖高中—起風